# 王宮伊豆神社
王宮伊豆神社（おうのみやいずじんじゃ）は福島県郡山市片平町の福島県道142号河内郡山線沿いに鎮座する神社。旧社格は村社。

## 祭神
安積采女命
郡山うねめまつりなどで知られる采女伝説の主人公 春姫、帝の采女として葛城親王に連れられて都に上る
奥州草別の大神
創建以前から人々に祀られていた、この地の開拓を進めた地主神
伊豆山神
伊東祐長により勧請
箱根大神
伊東祐長により勧請
三嶋大神
伊東祐長により勧請
葛城親王
境内の禁足地が墓であるとも伝えられる

## 歴史
711年（和銅4年）、葛城親王が阿尺国按察使兼班田使に任ぜられ、安積地方を開拓して後の発展の基礎を築いた。後にその偉業を称えるために造営された。当時の名前は奥州草別大社。
鎌倉時代、源頼朝の奥州征伐や泉親衡の乱などの戦功で安積祐長が安積郡45カ村を拝領すると、祐長は安積伊東氏の祖となり、故郷の氏神である伊豆山神、箱根大神、三嶋大神を勧請して合祀した。
1663年（寛文3年）、片平組11ヶ村の総鎮守とされる。
1793年（寛政5年）、現在も残る安積山東葛城王祠碑が建立される。
1871年（明治11年）、村社に列格。
1957年（昭和32年）、末社の采女神社が完成。
1998年（平成10年）、『緑の詩 : 郡山の森・林・樹木ガイドブック』（郡山市農林部林業課 編）に境内の杉並木が選ばれる。

## その他
- 春の例大祭では御輿渡御、秋の例大祭では舞の奉納などがあり
- 随神門内に安置されている随神像は、1830年（天保元年）12月、大仏師の法橋有慶の作と伝わる
- 駐車場に自動車のお祓いのための神社がある

## アクセス
- 郡山駅8番バス乗り場より河内行バスで「王宮」下車
- 東北自動車道郡山ICから車で10分、駐車場あり